# Tiszacsécse
Tiszacsécse es un pueblo ubicado en el distrito de Fehérgyarmat, en el condado de Szabolcs-Szatmár-Bereg, Hungría.

## Superficie
Posee una superficie de 4,800 kilómetros cuadrados.

## Demografía
Hasta 2019 la población era de 223 habitantes, con una densidad de población de 46,46 habitantes por kilómetro cuadrado.